# 黄山摩崖石刻
黄山摩崖石刻是指散布于中国安徽黄山的大量历代摩崖石刻，共约300处，其中碑刻40余处。历史上有记载，今已不复存在的有30余处。2004年被列为安徽省文物保护单位。
众多题刻中，少则一字，多则上百字，以邹鲁所写最多，达200多字。其他在黄山上留下题刻的书法家或名人有赵朴初、王己千、方铮、唐式遵、武中奇、刘海粟、沙孟海、李可染、徐厚庵、胡志明、朱德等。

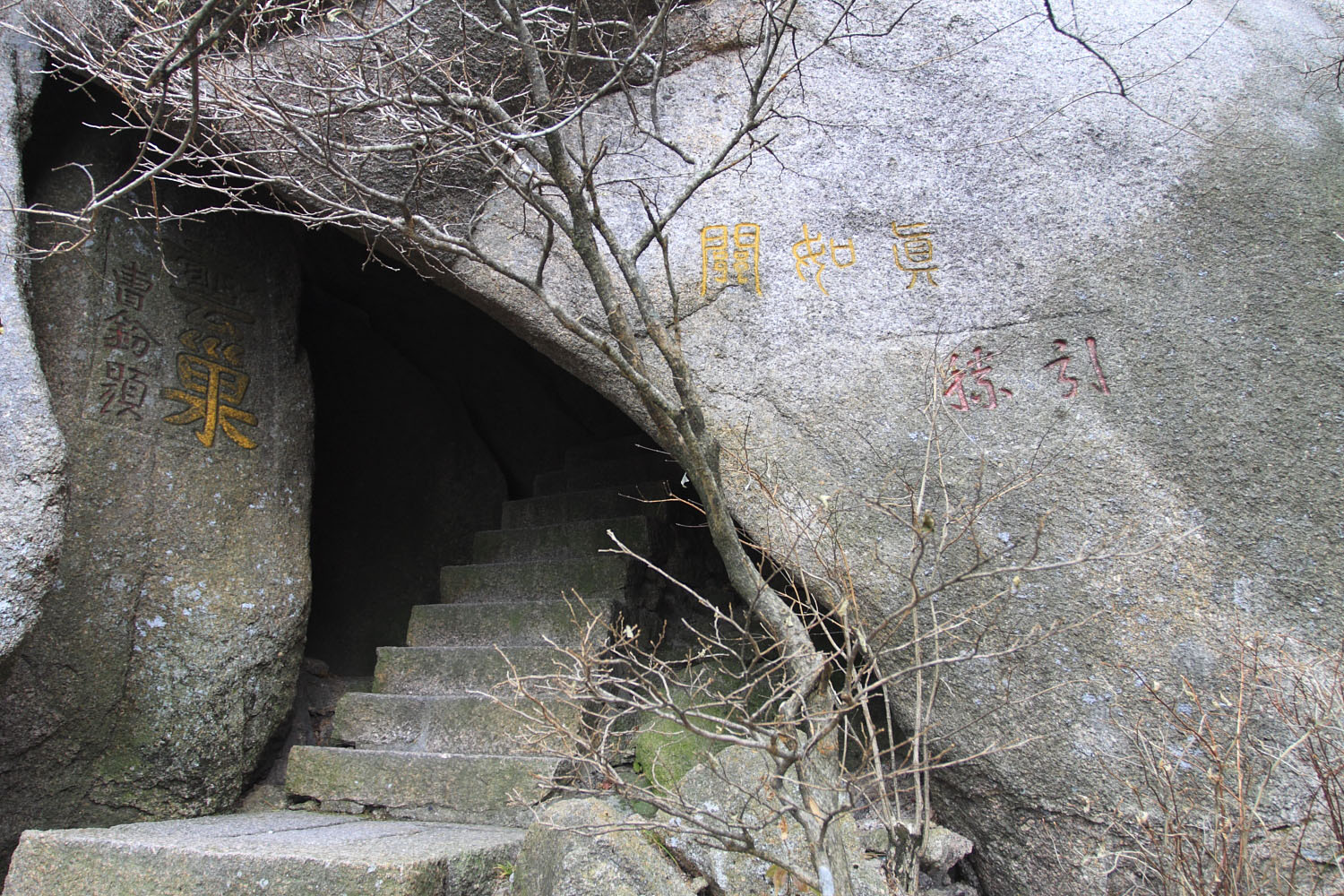
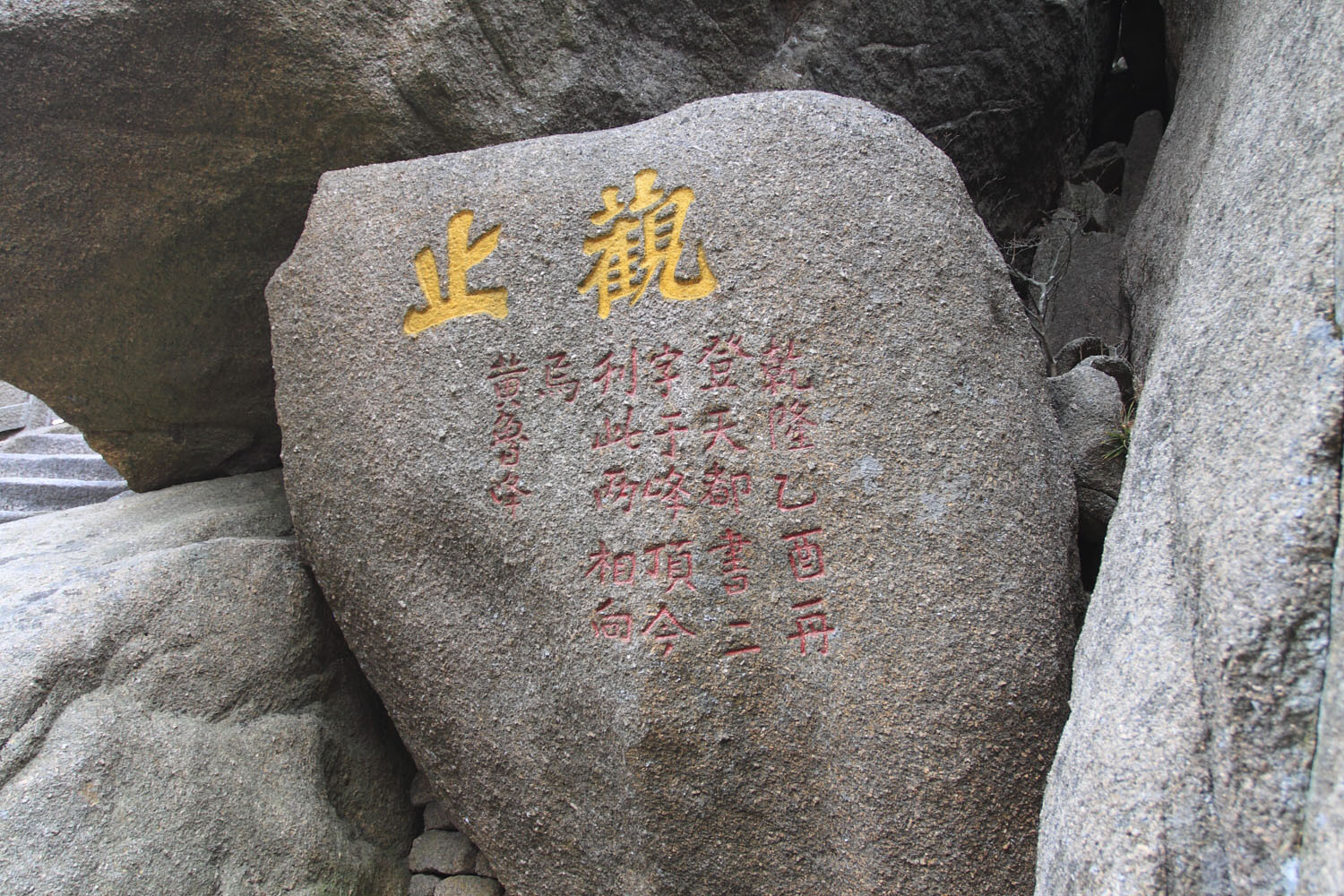
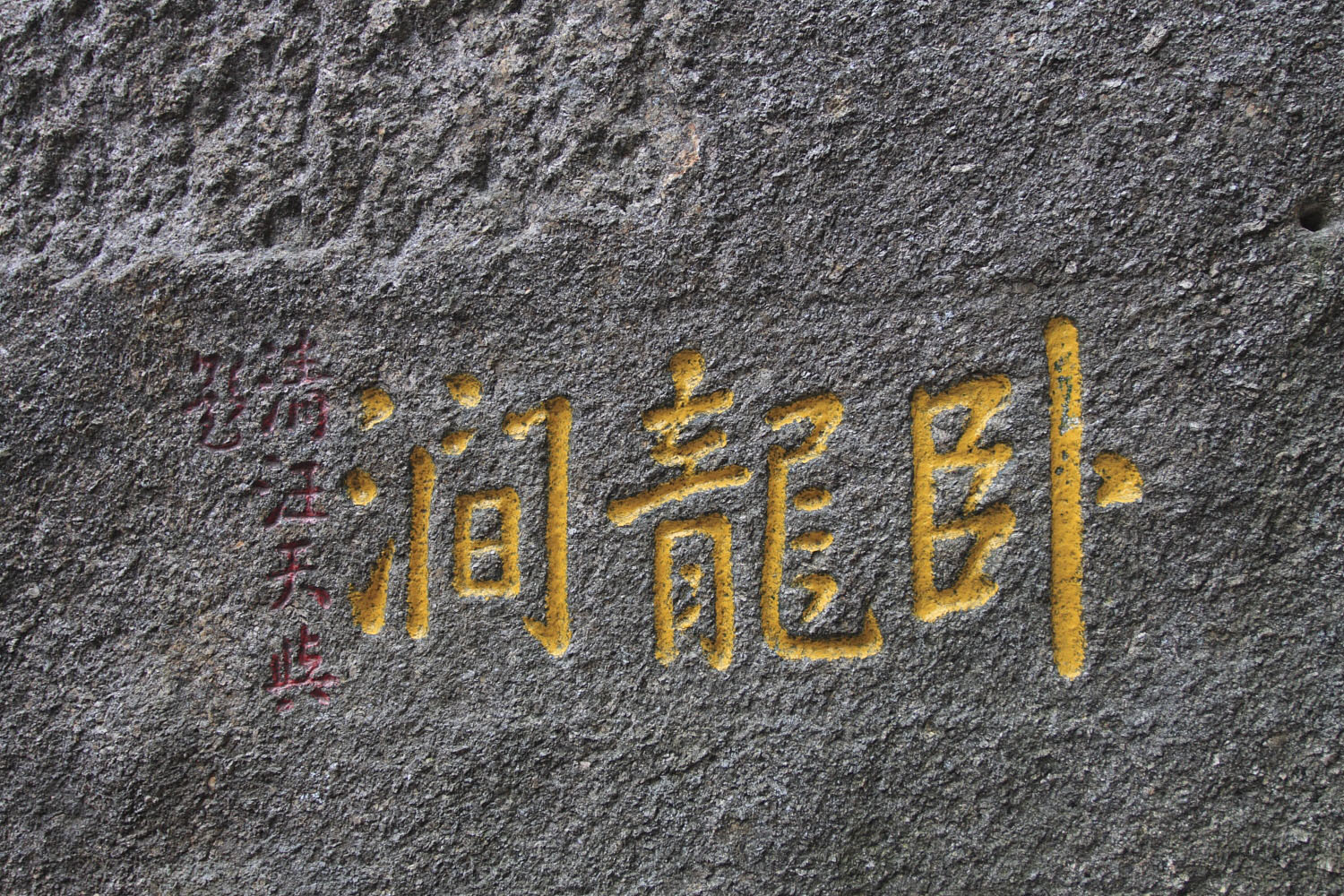
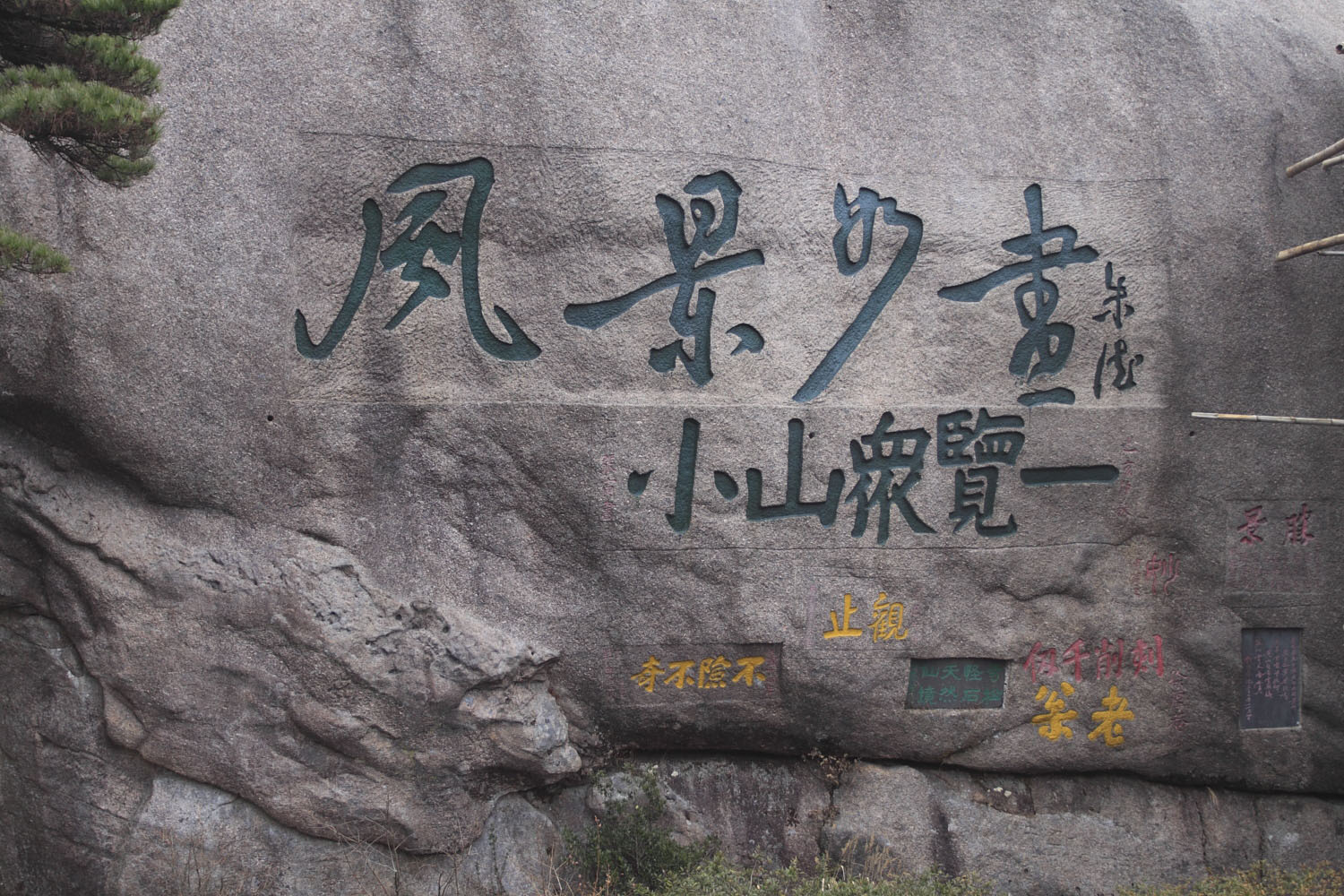
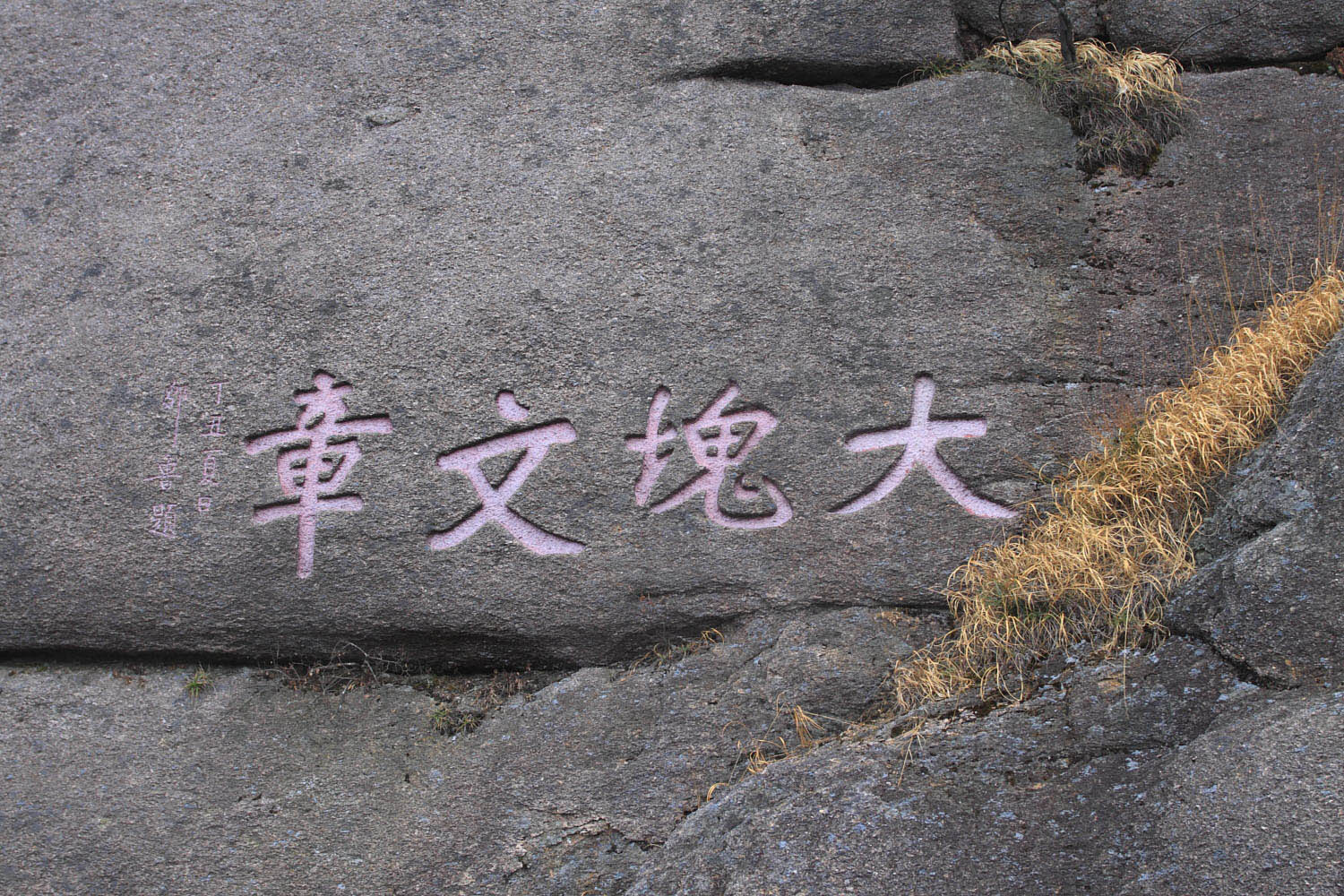
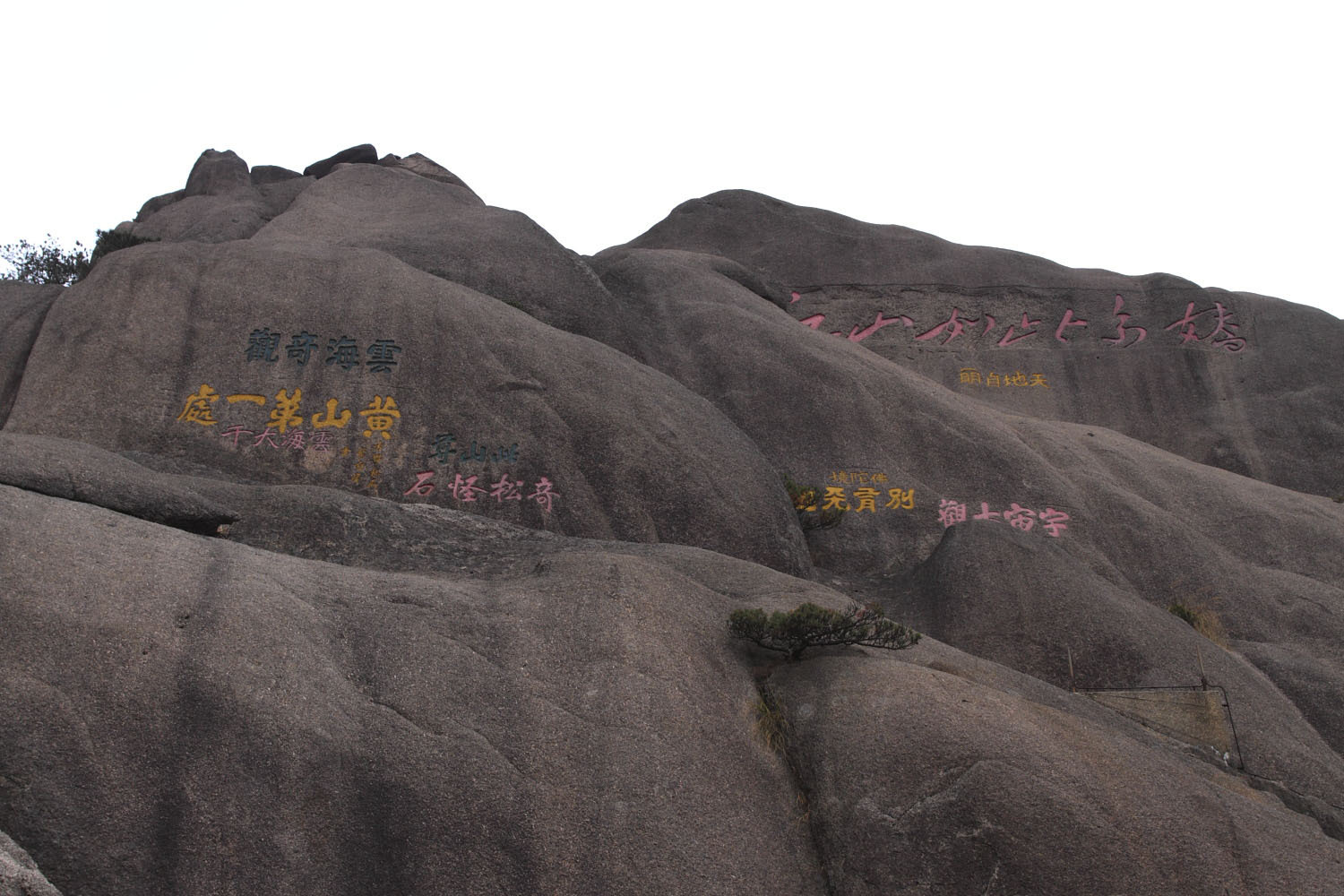
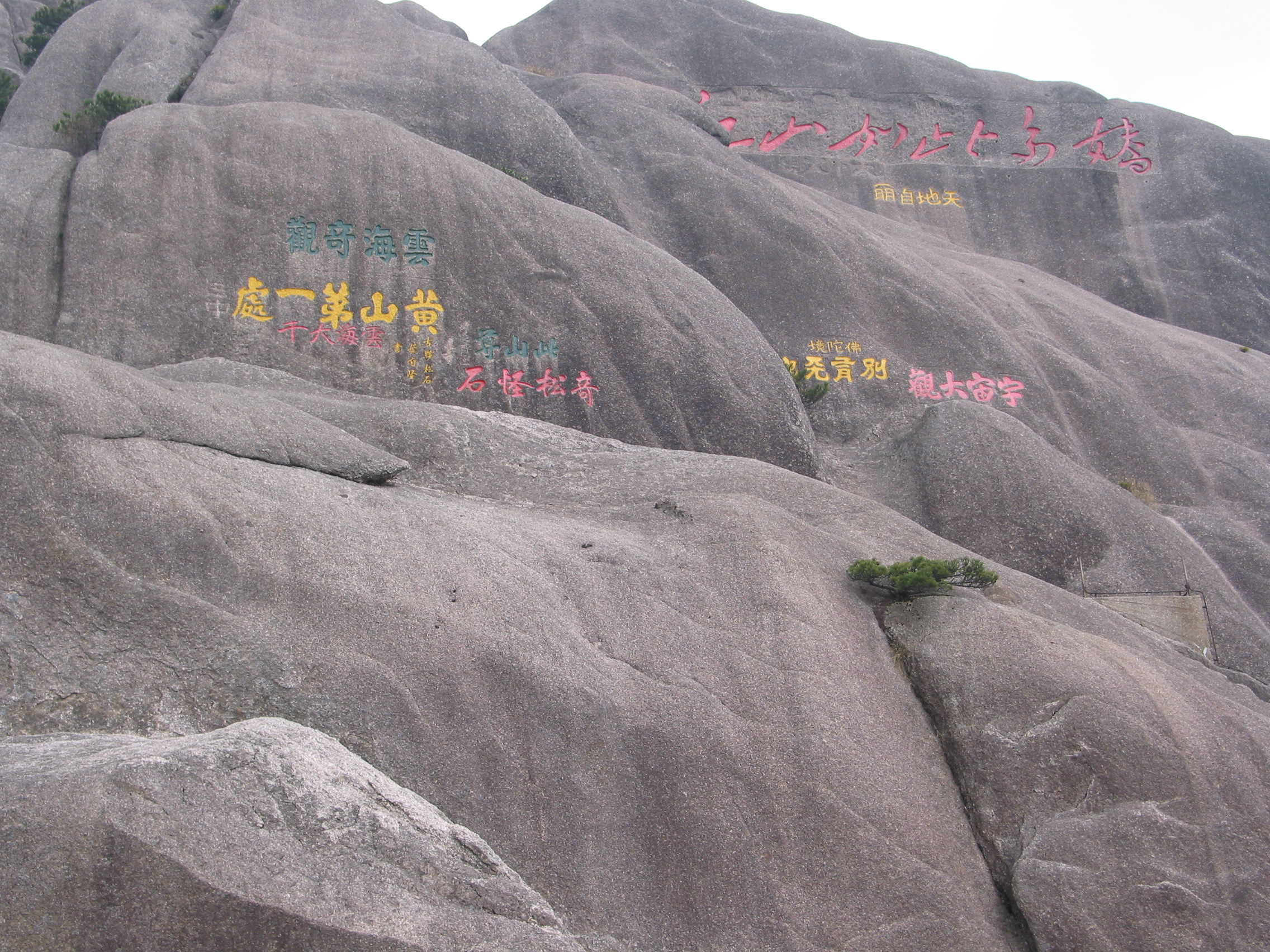

## 相关书籍
- 黄山风景区管理委员会. . 学林出版社. 2006. ISBN 7807302240.